# Dischistocalyx hirsutus
Espèce
Synonymes
- Dischistocalyx angustifolius C.B.Clarke[1]
- Dischistocalyx fulvus Lindau ex Bremek.[1]
- Dischistocalyx polyneurus C.B.Clarke[1]
- Dischistocalyx ruficaulis Bremek.[1]
- Dischistocalyx walkeri Benoist[1]

Statut de conservation UICN

 LC  : Préoccupation mineure
Dischistocalyx hirsutus C.B. Clarke est une espèce de plantes à fleurs de la famille des Acanthaceae et du genre Dischistocalyx. C'est une plante herbacée endémique d'Afrique centrale.

## Description
C'est une herbe dont la hauteur a été estimée entre 60 et 90 cm.

## Distribution
Assez rare, elle a été observée principalement au Gabon, également au Cameroun (sans précision) et en Guinée équatoriale (Région continentale).